# União das Freguesias de Santa Lucrécia de Algeriz e Navarra
Die União das Freguesias de Santa Lucrécia de Algeriz e Navarra ist eine portugiesische Gemeinde (Freguesia) im Kreis (Concelho) Braga, Distrikt Braga, im Nordwesten Portugals.

## Geschichte
Die Gemeinde entstand im Zuge der Gebietsreform vom 29. September 2013 durch die Zusammenlegung der ehemaligen Gemeinden Santa Lucrécia de Algeriz und Navarra.
Santa Lucrécia de Algeriz wurde Sitz der neuen Verwaltung.

## Demographie

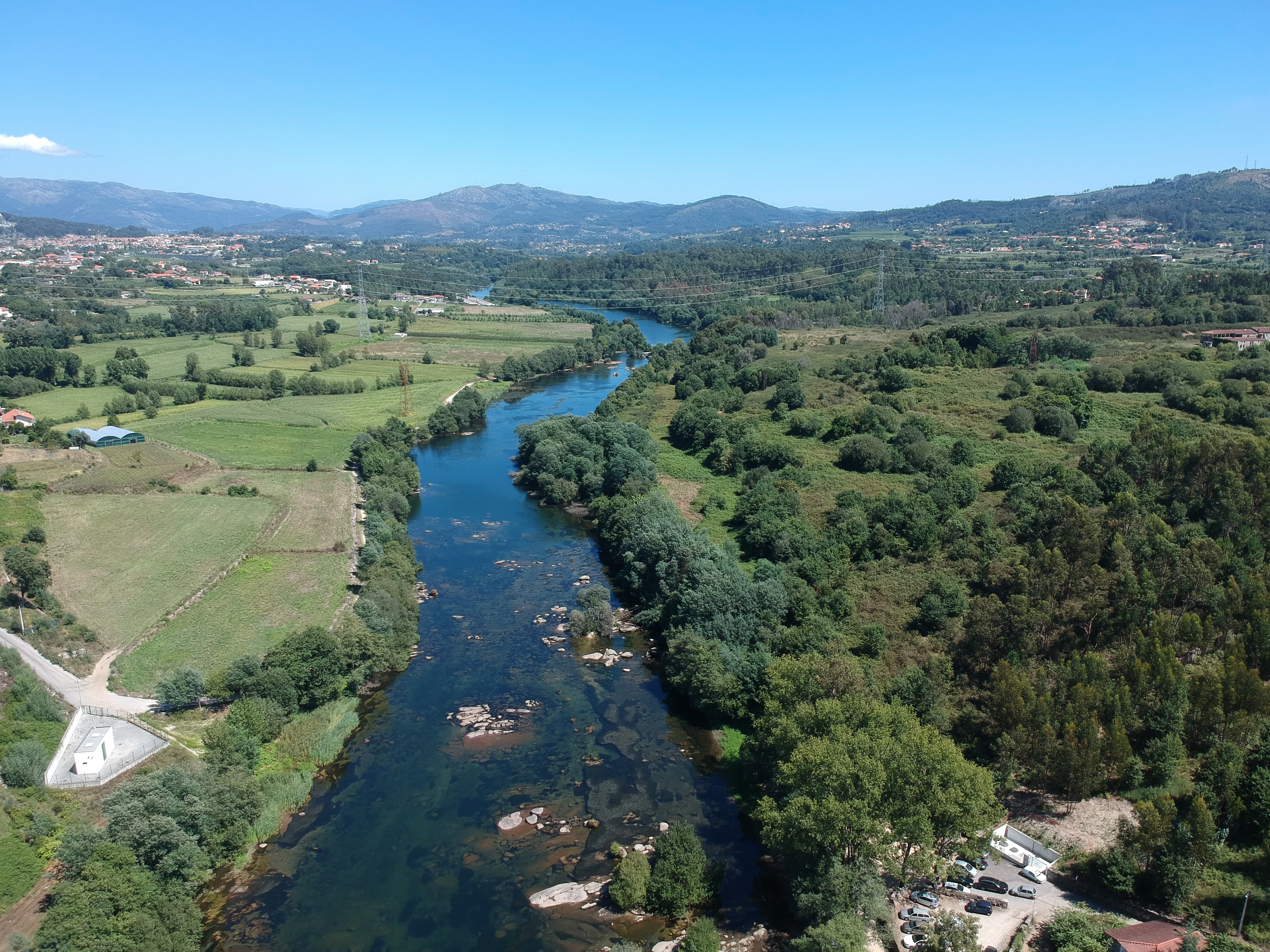
Der Cávado bei Navarra

| Freguesia | Freguesia                           | Freguesia | Freguesia       | ehemalige Freguesias | ehemalige Freguesias      | ehemalige Freguesias | ehemalige Freguesias |
| --------- | ----------------------------------- | --------- | --------------- | -------------------- | ------------------------- | -------------------- | -------------------- |
| Wappen    | Freguesia                           | Einwohner | Fläche in (km²) | Wappen               | Freguesia                 | Einwohner            | Fläche in (km²)      |
|           | Santa Lucrécia de Algeriz e Navarra | 909       | 6,22            |                      | Santa Lucrécia de Algeriz | 535                  | 3,99                 |
|           | Santa Lucrécia de Algeriz e Navarra | 909       | 6,22            | Navarra              | 457                       | 2,23                 |                      |